# Giuseppe Sanmartino

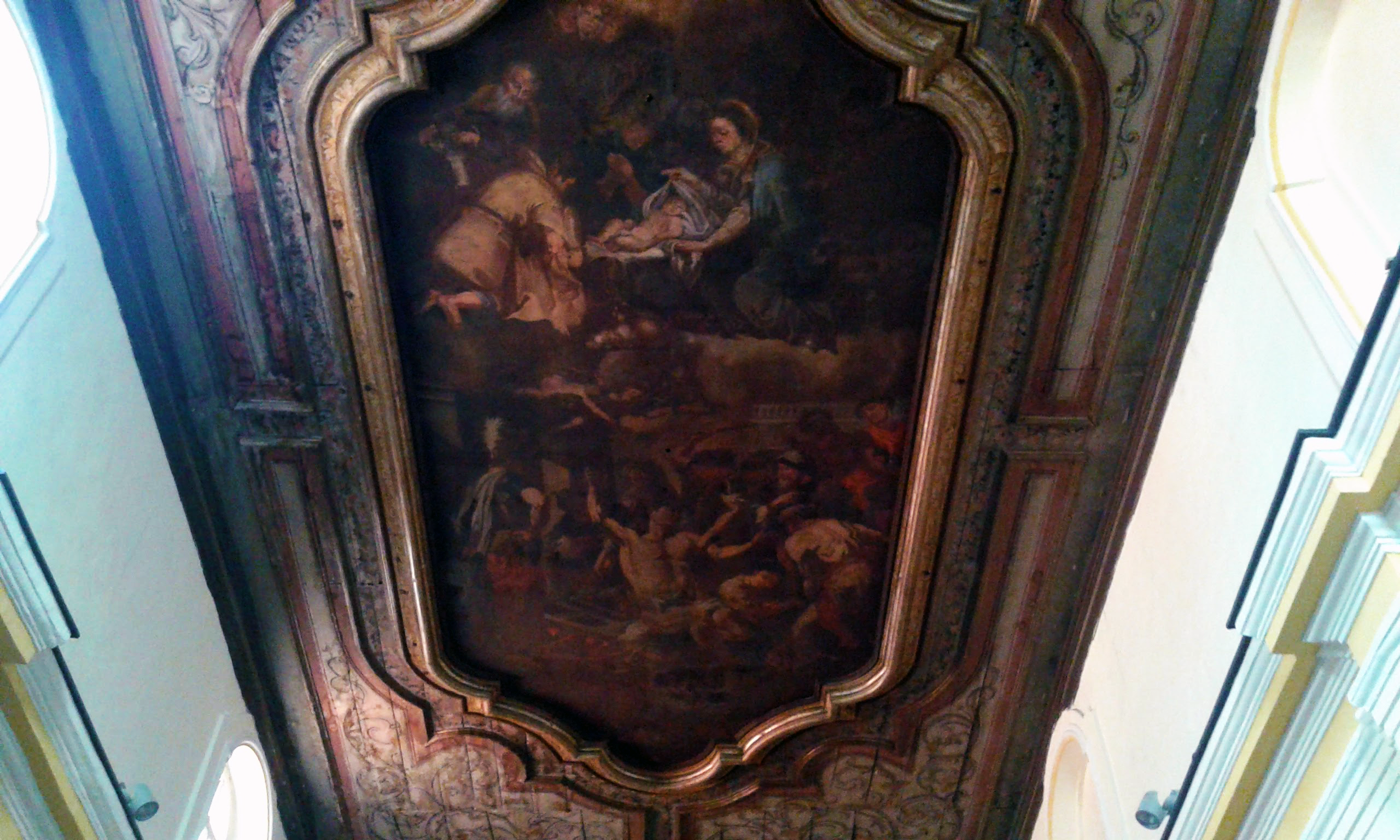
Teto da Capela de San Nicola, em Casolla di Nocera Inferiore. Pintura que se presumida ser de Giuseppe Sammartino

Giuseppe Sanmartino (Nápoles, 1720 – Nápoles, 1793) foi um escultor italiano.
Sanmartino teve uma longa e fecunda carreira. Algumas de suas criações estão expostas no Museu de San Martino em Nápoles.
No entanto, ele é considerado uma das maiores personalidades artísticas dos Setecentos italiano pela escultura Cristo velado, produzida em mármore em 1753 para a capela de príncipes Santa Maria della Pietà, mais conhecida como Cappella Sansevero ou Pietatella,  situada em Sangro di Sansevero em Nápoles.
A escultura, feita em único bloco de mármore, é considerada obra-prima da escultura europeia do século XVIII e uma das maiores obras-primas da escultura de todos os tempos. Ela representa Cristo morto e deitado sobre um colchão rudimentar, apoiado por duas almofadas e velado por um sudário finíssimo, disposto de forma tão rente ao corpo que não parece ser um trabalho feito em mármore.
O resultado do trabalho teria gerado a lenda de que o alquimista Raimondo di Sangro teria ensinado ao escultor a calcificação do tecido em cristais de mármore.
Entre os seus entusiastas esteve Antonio Canova que tentou adquiri-la e disse estar disposto a dar dez anos de sua vida "para ser autor de semelhante obra-prima".